# Heerewhegen
Heerewhegen is een buitenplaats aan de Driebergseweg 9 in Zeist.
Enkel een heuveltje in het landschappelijke park herinnert nog aan het huis, evenals de overplaats aan de overzijde van de Driebergseweg. Achter de plek van het vroegere huis staat een gelijknamig verpleeghuis.
Heerewegen werd in 1368 genoemd als een stuc lands gheheten Hedeweghen en in 1556 als Heereweger, is Vrouwecloester alias Hedwegen. Het is dan eigendom van het Vrouwenklooster van De Bilt. Het landgoed grensde aan de oude heerwegen die tegenwoordig Driebergseweg en Arnhemse Bovenweg heten.
In 1847 liet Johannes Anthonie Van de Mersch een huis op Heerewegen bouwen. Uit een plattegrond blijkt dat de huis een afmeting had van ongeveer 16,5 m breed, 12 m diep en 10 m hoog. Boven de ingang aan de achterzijde waren boven de portiek "Heerewegen" en het familiewapen uitgebeiteld. In de grote hal bevond zich een groot glas-in-loodraam met het familiewapen van de familie Van der Mersch. De keuken en kelder bevonden zich in het geheel onderkelderde huis. 
In 1883 liet Van de Mersch links van het huis "Klein-Heerewegen" bouwen en in 1896 verrees aan de rechter oprijlaan het zogenaamde Zwitserse huisje. Na de Tweede Wereldoorlog werd het huis verbouwd tot een Vredescentrum van de mennonieten. In 1962 werd het landgoed verkocht aan de gemeente Zeist. Na een grote brand werd het leegstaande huis gesloopt en verrees het huidige verzorgingstehuis op het achterterrein. Maria Sophia Johanna van der Mersch bleef tot haar dood in 1966 op Klein Heerewegen wonen.

## Bewoners
- ± 1804-1818: Petrus Judocus van Oosthuyse
- 1818-1846: Margaretha de Jongh
- 1846-1847: familie Van Rijckevorsel
- 1847-1898: Johannes Anthonie Van de Mersch
- 1898-1916: Hugo Maurits van de Mersch
- 1916-1954: Anthony Hendrik en Henriëtte Sophia Wilhelmina van der Mersch
- 1954-1962: stichting "Landgoed Heerewegen"
- ± 1948-1962: huurder: Mennonite Central Committee
- 1963-1973: gemeente Zeist